# San Mauro Castelverde
San Mauro Castelverde – miejscowość i gmina we Włoszech, w regionie Sycylia, w prowincji Palermo.
Według danych na rok 2014 gminę zamieszkiwały 1737 osoby, 15 os./km².

## Miasta partnerskie
- Quilmes
- Rush